# Hippolyte Van den Bosch
Hippolyte Geraard Van den Bosch (ur. 30 kwietnia 1926 w Brukseli  – zm. 1 grudnia 2011) – belgijski piłkarz grający na pozycji napastnika. W swojej karierze rozegrał 8 meczów w reprezentacji Belgii i strzelił w nich 3 gole. Był bratem Pietera Van den Boscha, także piłkarza i reprezentanta kraju.

## Kariera klubowa
Swoją karierę piłkarską Van den Bosch rozpoczął w klubie RSC Anderlecht. W jego barwach zadebiutował w sezonie 1943/1944 w pierwszej lidze belgijskiej. W sezonie 1946/1947 wywalczył z Anderlechtem pierwszy w karierze tytuł mistrza Belgii.
W 1948 roku Van den Bosch przeszedł do klubu White Star AC. Występował w nim do końca sezonu 1952/1953. W 1953 roku wrócił do Anderlechtu. W sezonach 1953/1954, 1954/1955 i 1955/1956 wywalczył z nim trzy mistrzostwa Belgii. W sezonie 1953/1954 był też królem strzelców ligi belgijskiej. W 1958 roku trafił do Eendrachtu Aalst. Grał w nim do końca swojej kariery, czyli do 1961 roku.

## Kariera reprezentacyjna
W reprezentacji Belgii Van den Bosch zadebiutował 22 listopada 1953 roku w zremisowanym 2:2 towarzyskim meczu ze Szwajcarią, rozegranym w Zurychu. W debiucie zdobył dwa gole. W 1954 roku został powołany do kadry Belgii na mistrzostwa świata w Szwajcarii. Na nich rozegrał jeden mecz, z Włochami (1:4). Od 1953 do 1957 roku rozegrał w kadrze narodowej 8 meczów i strzelił w nich 3 gole.
| Mecze i gole w reprezentacji | Mecze i gole w reprezentacji | Mecze i gole w reprezentacji | Mecze i gole w reprezentacji | Mecze i gole w reprezentacji | Mecze i gole w reprezentacji | Mecze i gole w reprezentacji |
| #                            | Data                         | Stadion                      | Rywal                        | Wynik                        | Gol                          | Rozgrywki                    |
| 1953                         | 1953                         | 1953                         | 1953                         | 1953                         | 1953                         | 1953                         |
| ---------------------------- | ---------------------------- | ---------------------------- | ---------------------------- | ---------------------------- | ---------------------------- | ---------------------------- |
| 1.                           | 22.11.1953                   | Zurych, Szwajcaria           | Szwajcaria                   | 2:2                          | 2                            | towarzyski                   |
| 1954                         |                              |                              |                              |                              |                              |                              |
| 2.                           | 14.03.1954                   | Bruksela, Belgia             | Portugalia                   | 0:0                          | 0                            | towarzyski                   |
| 3.                           | 20.06.1954                   | Lugano, Szwajcaria           | Włochy                       | 1:4                          | 0                            | MŚ 1954                      |
| 1955                         |                              |                              |                              |                              |                              |                              |
| 4.                           | 05.06.1955                   | Bruksela, Belgia             | Czechosłowacja               | 1:3                          | 0                            | towarzyski                   |
| 5.                           | 25.12.1955                   | Bruksela, Belgia             | Francja                      | 2:1                          | 1                            | towarzyski                   |
| 1956                         |                              |                              |                              |                              |                              |                              |
| 6.                           | 11.03.1956                   | Bruksela, Belgia             | Szwajcaria                   | 1:3                          | 0                            | towarzyski                   |
| 7.                           | 08.04.1956                   | Antwerpia, Belgia            | Holandia                     | 0:1                          | 0                            | towarzyski                   |
| 1956                         |                              |                              |                              |                              |                              |                              |
| 8.                           | 31.03.1957                   | Bruksela, Belgia             | Hiszpania                    | 0:5                          | 0                            | towarzyski                   |

## Kariera trenerska
Po zakończeniu kariery piłkarskiej Van den Bosch był trenerem. W sezonie 1972/1973 prowadził RSC Anderlecht, z którym zdobył Puchar Belgii. Z kolei w latach 1986–1989 był selekcjonerem reprezentacji Wenezueli.